# Los Barrios
Los Barrios es un municipio y villa española situada en la provincia de Cádiz, comunidad autónoma de Andalucía. 

## Símbolos
El escudo heráldico modificado, la bandera, el logotipo y el himno del municipio fueron aprobados oficialmente e inscritos en el Registro Andaluz de Entidades locales el 28 de mayo de 2013. El blasón que define al escudo es el siguiente:

En campo de oro (amarillo) una torre de su color (marrón), aclarada de plata (blanco) y con una llave de sable (negro) murtón o fruto en púrpura (por ser el morado el esmalte heráldico que más se asemeja al negro-violáceo del murtón natural). La rama de la siniestra (izquierda del escudo, derecha del observador) es de palma. Al timbre corona real cerrada
Boletín Oficial de la Junta de Andalucía nº 114 de 13 de junio de 2013

La bandera se define de esta manera:

Bandera rectangular, con dos Franjas horizontales; Franja superior de color amarillo e inferior de color verde. Al centro, el Escudo Municipal
Boletín Oficial de la Junta de Andalucía nº 114 de 13 de junio de 2013

La descripción del logotipo del municipio es la siguiente:

«Fachada principal de la Casa Consistorial, cuyo lado inferior lo forman las palabras Ayuntamiento de Los Barrios en color verde, en concordancia al Escudo y la Bandera del Municipio, y que refleja el color de los campos de esta Villa».
Boletín Oficial de la Junta de Andalucía nº 114 de 13 de junio de 2013

| «Los Barrios es la perla de un rosario que a un ángel se le cayó Los Barrios es un clavel encendío que en mayo ya floreció mañanero se entreabrió. Repique de un campanario; estrofa de una canción; es andaluz, campesino, sencillo y hospitalario, todo, todo corazón. Aquí la huerta frondosa, aquí los toros bravíos, aquí la mujer hermosa, con gracia, garbo y tronío. Vengan pintores aquí a copiar de sus colores, que son sus patios de flores, lo más bonito que vi.» Estribillo ... —Himno de Los Barrios, Boletín Oficial de la Junta de Andalucía n.º 114 de 13 de junio de 2013 |

## Historia

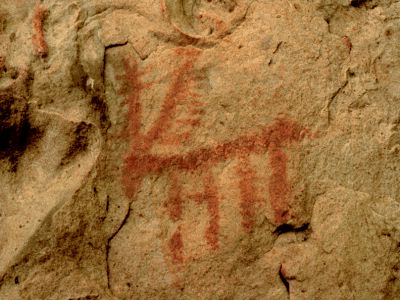
Cueva de Bacinete; Pintura rupestre de un ciervo.

Su ubicación estratégica junto al estrecho de Gibraltar hace que estuviera poblada desde la prehistoria. Los árabes habitaron también esta zona. Durante los primeros años del cristianismo perteneció a la Casa de Medina Sidonia y posteriormente (1502) pasó a ser propiedad de la Corona, hoy en día su término municipal es uno de los más extensos de Cádiz.[cita requerida] En esa época se colonizó la zona y compaginaba actividades de agricultura y pesca con la construcción naval. En cualquier caso no fue hasta que los británicos ocuparon Gibraltar, 1704 cuando adquirió entidad propia ya que algunos refugiados del Peñón se instalaron allí. Su máximo esplendor coincidió con el reinado de Carlos III de España.

## Demografía
Los Barrios cuenta con una población de 24 404 habitantes (INE 2024).
| Gráfica de evolución demográfica de Los Barrios entre 1842 y 2021                                                   |
| |
| Población de derecho según los censos de población del INE Población de hecho según los censos de población del INE |

El núcleo principal de la ciudad es el que lleva su nombre, Los Barrios. Además de este, hay otras cuatro pedanías pertenecientes al municipio: Palmones, Los Cortijillos, Guadacorte y Puente Romano.
| Núcleo          | Población (INE 2009) | Distancia a Los Barrios (km) |
| --------------- | -------------------- | ---------------------------- |
| Los Barrios     | 16.338               | 0                            |
| Los Cortijillos | 2.636                | 6                            |
| Palmones        | 1.972                | 8                            |
| Guadacorte      | 1.113                | 8                            |
| Puente Romano   | 252                  | 4                            |

## Lugares de interés
- Torre de Botafuegos, almenara del siglo XIV.
- Torre de Entrerríos, almenara del siglo XVI.
- Casas del Pósito, siglo XVIII
- Iglesia de San Isidro Labrador, barroco del XVIII
- Casa de los Urrutia, siglo XVIII.
- Casa de la Cultura Isidro Gómez García, siglo XX
- Complejo medioambiental Sur de Europa

### Espacios naturales

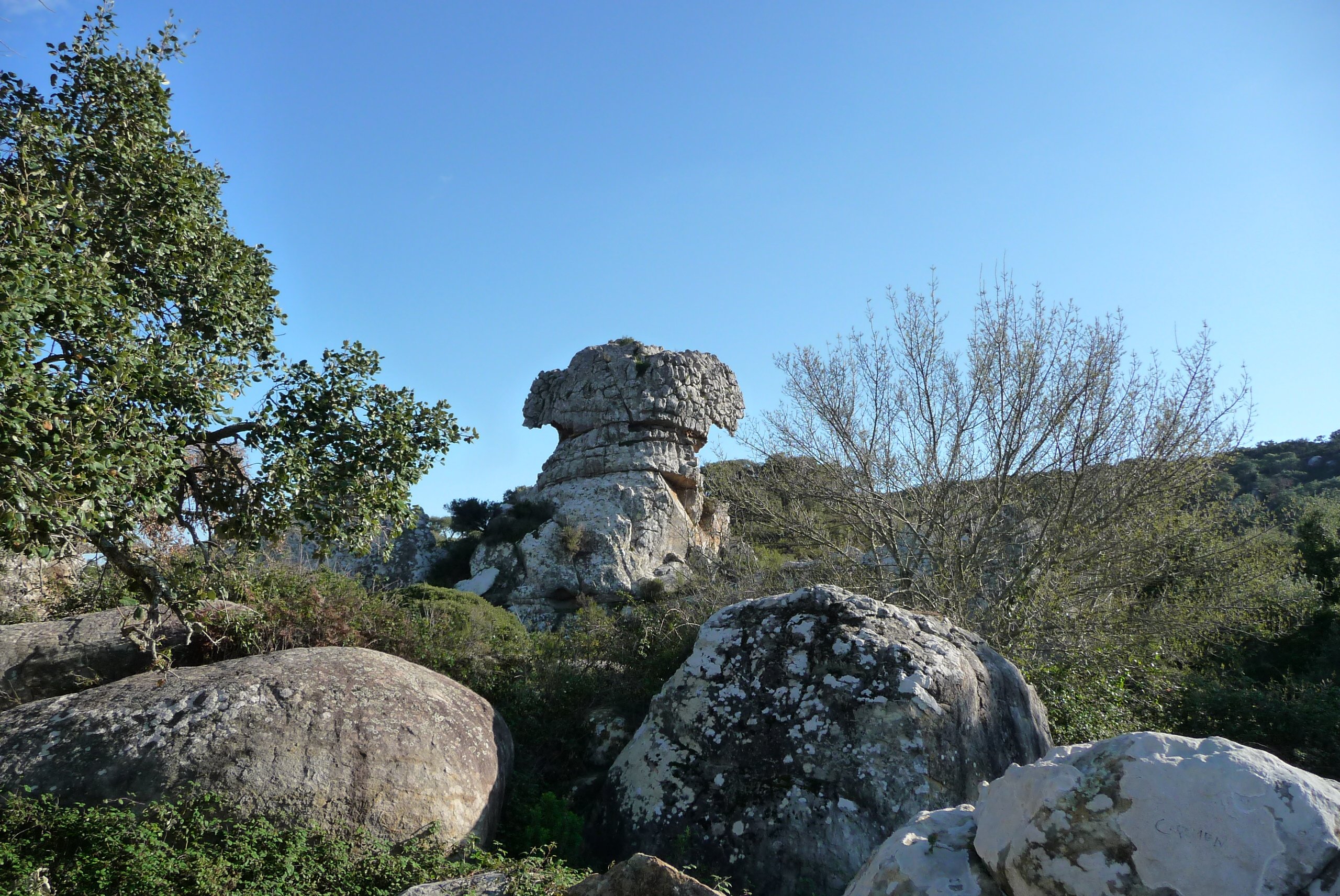
Montera del Torero

Más de un 70 por ciento del término municipal de Los Barrios es parque natural o paraje natural protegido. Es uno de los municipios que mayor superficie aporta al parque natural Los Alcornocales y en sus bosques existen helechos relícticos iguales a los que había en la Era Terciaria.
Abunda la caza mayor de ciervos, que es una especie reintroducida, corzos, gamos y cochinos asilvestrados.
El paraje natural de las marismas del Río Palmones es el único espacio natural que queda en la Bahía de Algeciras. En ellas, anidan numerosas especies de pájaros y son un lugar frecuentado por aves migratorias como los flamencos. Las zonas de valor ecológico del término se pueden recorrer por cañadas y vías verdes, entre ellas el Corredor verde de las dos Bahías, que tiene su última etapa en las Marismas del Río Palmones.
Además, alberga gran parte del parque natural de Los Alcornocales, declarado como tal por el Parlamento de Andalucía en 1989. 
Comprende una gran franja con orientación sur-norte entre la zona costera de Tarifa, en el mismo Estrecho de Gibraltar, hasta las sierras del interior, en los municipios de Cortes de la Frontera, Ubrique y El Bosque. Con una superficie 167.767 ha, es uno de los parques naturales más grandes de España.
La mayor parte del parque natural pertenece a la provincia de Cádiz y solo una parte es de la provincia de Málaga, con territorio de 17 municipios diferentes: Alcalá de los Gazules, Algar, Algeciras, Arcos de la Frontera, Benalup-Casas Viejas, Benaocaz, Castellar de la Frontera, El Bosque, Jerez de la Frontera, Jimena de la Frontera, Los Barrios, Medina Sidonia, Prado del Rey, San José del Valle, Tarifa, Ubrique y Cortes de la Frontera y una población total de unas 380.000 personas.

Por otro lado está la La Montera del Torero. Es una popular formación rocosa a la altura del KM 88 de la carretera C-440 que evoca a una montera (sombrero) de un torero. Es uno de los símbolos de Los Barrios y existe una escultura réplica en una de las rotondas que da entrada al pueblo.

### Arte rupestre
Las pinturas de la Cueva de Bacinete son dibujos rupestres esquemáticos situados en el parque natural de Los Alcornocales con el estilo denominado arte sureño. Son datadas de la Edad de Bronce. Igualmente otras pinturas de gran vamos (como la "Cueva del Ciervo") se han solicitado considerarse como Bien de Interés Cultural.

## Economía

### Industria

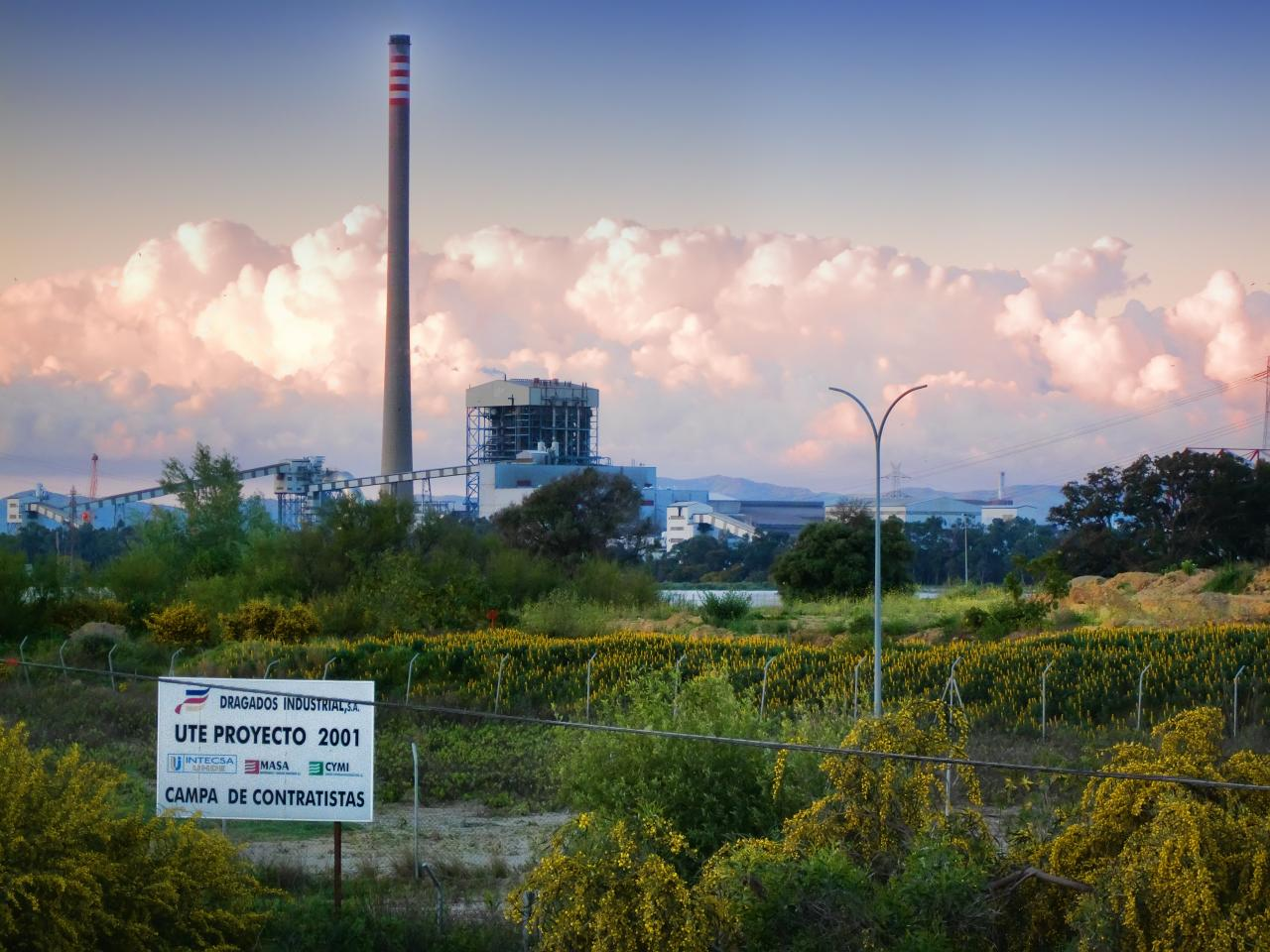
Vista de la central térmica de Los Barrios

Este término municipal alberga desde los años 70 del siglo XX la primera planta de Acerinox, que actualmente es uno de los mayores grupos siderúrgicos del mundo y cuenta con otras fábricas en Kentucky (Estados Unidos) y Sudáfrica.
Desde mediados de los 80 se instaló en el municipio la central térmica de Los Barrios, alimentada con carbón, para proporcionar energía a la potente industria del Campo de Gibraltar, que tiene el mayor complejo industrial de Andalucía. Dicha central perteneció a Endesa, que absorbió a la anterior propietaria, Sevillana de Electricidad, y desde 2008 pertenece a la alemana E.ON.
La Junta de Andalucía, Isofotón y Endesa impulsan la construcción de la primera planta española y séptima en el mundo de polisilicio para paneles fotovoltaicos en Los Barrios. La capacidad de producción anual ascenderá a 2500 toneladas de polisilicio. Pero por motivos económicos, el proyecto está en espera de desarrollarse.
Estaba prevista la construcción de una planta de biodiésel promovida por Greenfuel Andalucía, en los terrenos portuarios de la Central Térmica Los Barrios, pero el proyecto ha sido cancelado, debido al contexto de crisis internacional, el elevado coste de la materia prima para la fabricación de este combustible, la ausencia de subvenciones y beneficios fiscales, y que el consumo real de biodiésel es muy bajo. Fuentes de Endesa indicaron que la Junta fue comunicada de que la planta proyectada en Los Barrios no se haría. Junto a la localidad de Los Barrios está previsto un Parque de Innovación Empresarial.

### Comercio

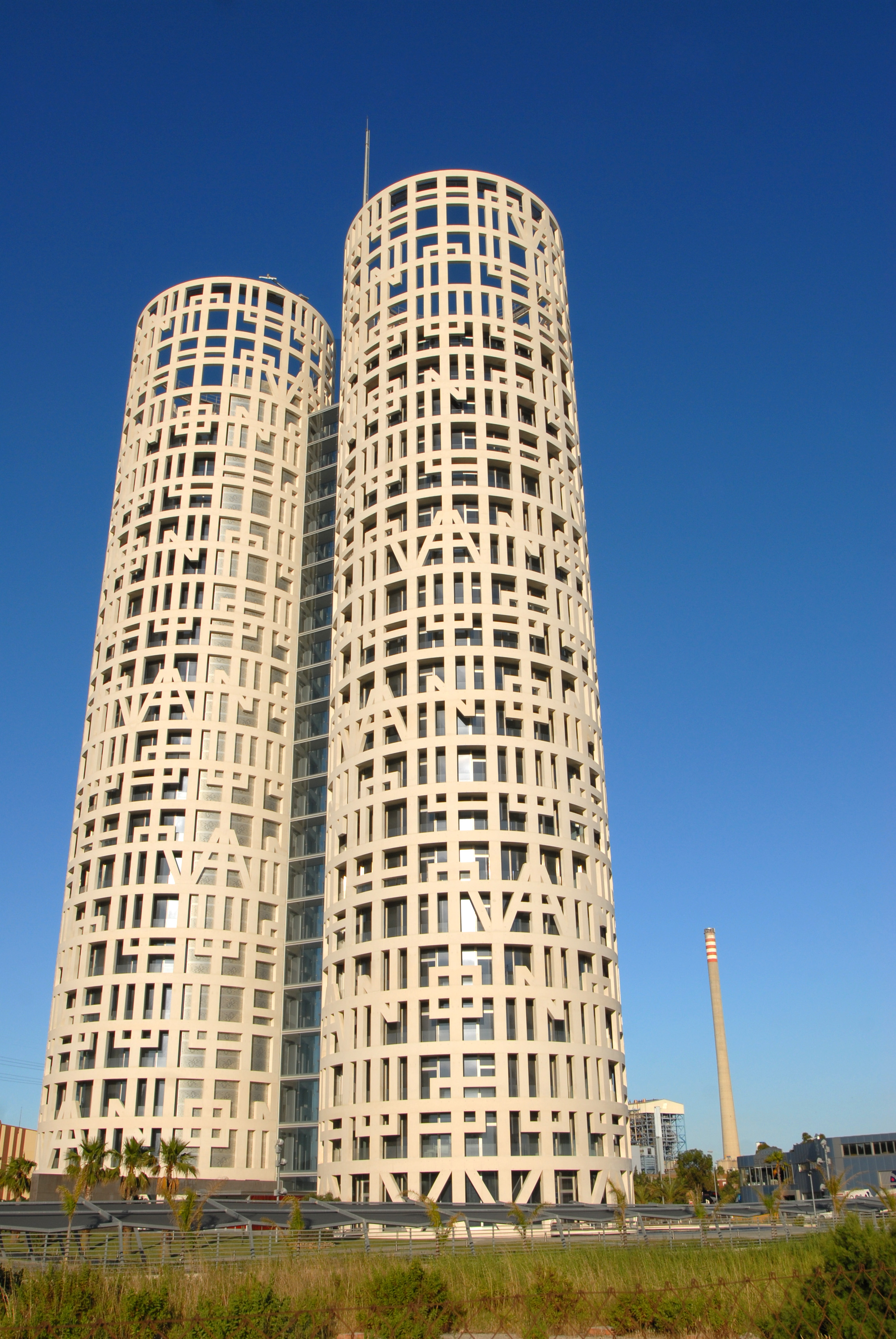
Las «Torres de Hércules», un rascacielos de oficinas en Los Barrios.

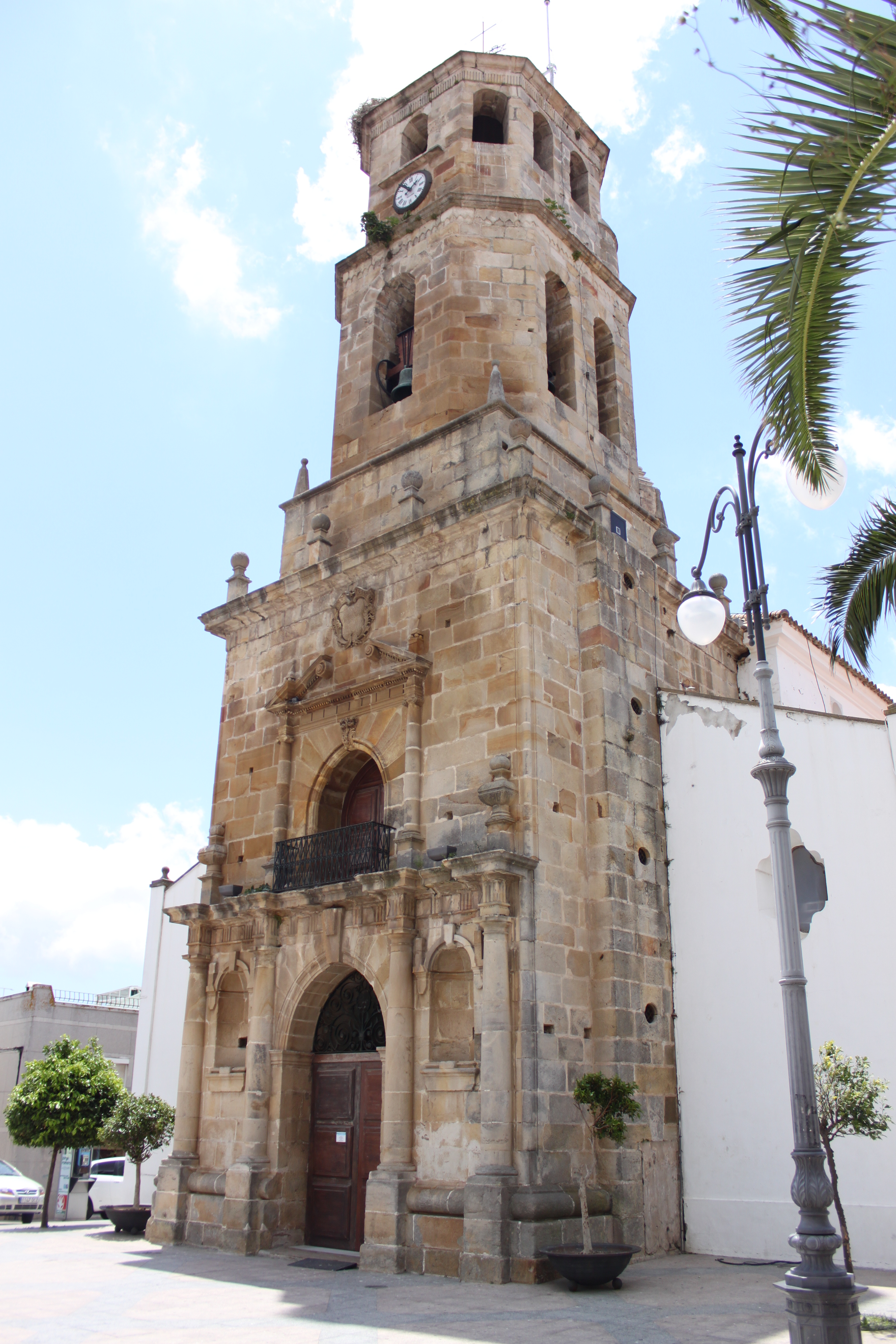
Iglesia de San Isidro.

En Los Barrios se ha promovido en los últimos años el Parque comercial Las Marismas, que pasa por ser uno de los mayores de Andalucía, con operadores como Carrefour, Leroy Merlin, Decathlon, Toys "R" Us, Media Markt, Lidl, Norauto, Día, VisionLab, Burger King, McDonald's, Bricor y Factory Guadacorte, con unas 60 tiendas especializadas, y Odeón, único cine del Campo de Gibraltar, con 18 salas.
También está previsto un gran centro comercial promovido por el grupo luso-británico Sonae Sierra, que ha reservado una opción de compra sobre una parcela de 37.600 metros cuadrados en el parque Las Marismas.
Junto a este parque se promovieron el parque empresarial TecPal —que cuenta con un centro de negocios del grupo Azabache— y las Torres de Hércules, del grupo cordobés Valcruz, el edificio de oficinas más alto de Andalucía con 126 metros; un tercerno de Arttysur y un gran edificio de oficinas que fue construido por Sotonuve Inversiones.
Los polígonos comerciales y de ocio de Los Barrios son de los más completos de España, reuniendo también a unas 4.000 pequeñas y medianas empresas. El conjunto de ellos se agrupa con la denominación de parque comercial Las Marismas.

### Evolución de la deuda viva municipal
El concepto de deuda viva contempla sólo las deudas con cajas y bancos relativas a créditos financieros, valores de renta fija y préstamos o créditos transferidos a terceros, excluyéndose, por tanto, la deuda comercial.
| Gráfica de evolución de la deuda viva del Ayuntamiento de Los Barrios entre 2008 y 2024                |
| |
| Deuda viva del Ayuntamiento de Los Barrios, en miles de euros, según datos del Ministerio de Hacienda. |

## Comunicaciones
El núcleo principal de Los Barrios está configurando en torno a la travesía de la antigua carretera C-440. Esta carretera también sirve de acceso a la estación ferroviaria del municipio y a las barriadas de Cortijo Grande, Puente Romano, Ciudad Jardín, Los Álamos y Los Cortijillos.
Actualmente el municipio está circunvalado por la autovía A-381, que lo comunica con Jerez de la Frontera. La otra gran vía de comunicaciones de Los Barrios es la Autovía del Mediterráneo, con accesos a Palmones, Los Cortijillos, Guadacorte y el Parque comercial Las Marismas.
Otras vías de menor importancia son:
- CA-9207: Los Barrios-Estación de San Roque
- CA-9208: Los Barrios-Algeciras
- CA-221: Los Barrios-Facinas

### Transporte público
Autobuses interurbanos
A diario hay autobuses regulares de la empresa Monbus que unen Los Barrios con Alcalá de los Gazules, Jerez de la Frontera y Sevilla.
Autobuses metropolitanos

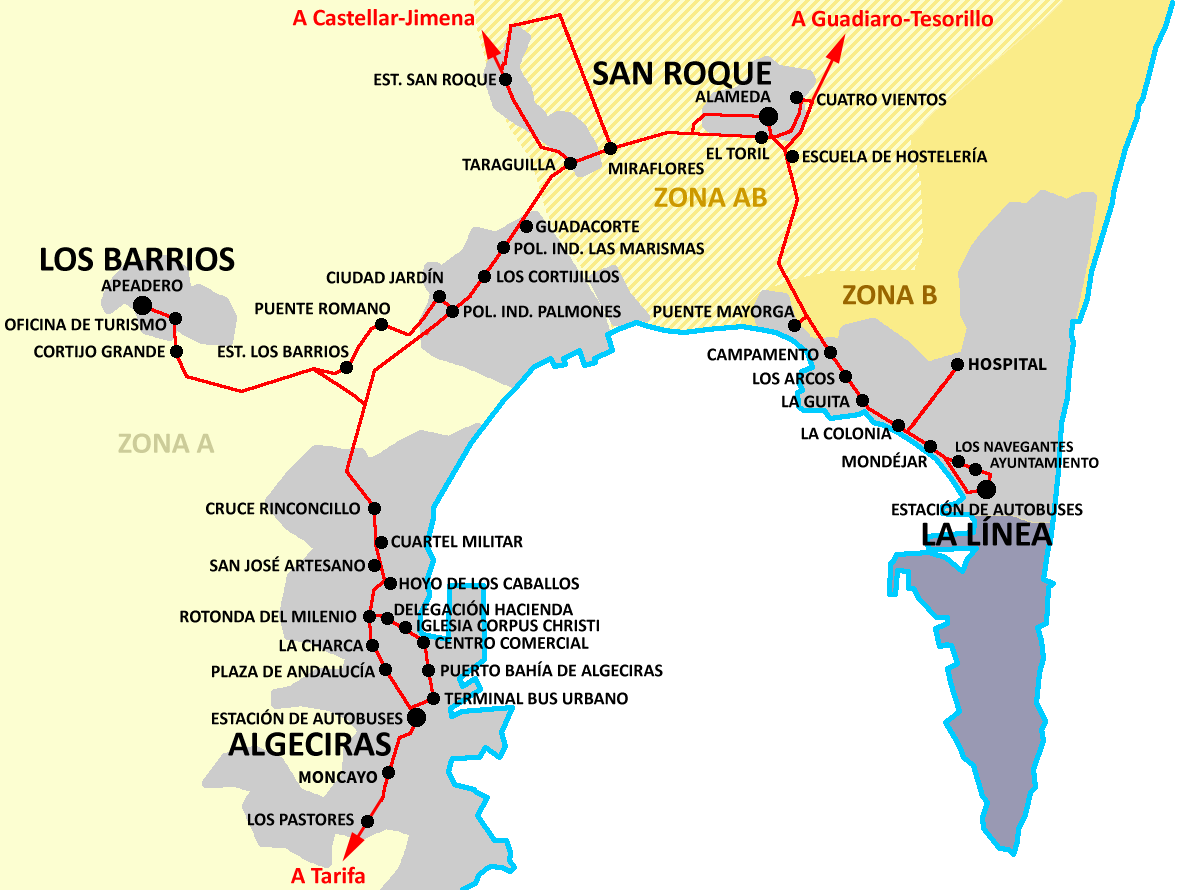
Detalle de la Bahía de Algeciras según la división en zonas del Consorcio de Transporte. En la parte superior izquierda, situación del apeadero de Los Barrios.

El término municipal de Los Barrios está integrado en el sistema tarifario del Consorcio de Transporte Metropolitano del Campo de Gibraltar. Todos los núcleos de población pertenecen a la zona A, y la parte del municipio correspondiente al parque natural de Los Alcornocales forma parte de la zona D, aunque actualmente no hay líneas de autobuses con destino a este espacio natural.
| Líneas de autobuses metropolitanos con parada en Los Barrios | Líneas de autobuses metropolitanos con parada en Los Barrios | Líneas de autobuses metropolitanos con parada en Los Barrios |
| Con parada en Los Barrios centro                             | Con parada en Los Barrios centro                             | Con parada en Los Barrios centro                             |
| Línea                                                        | Trayecto                                                     | Empresa                                                      |
| ------------------------------------------------------------ | ------------------------------------------------------------ | ------------------------------------------------------------ |
| M-110                                                        | Los Barrios-Algeciras Directo                                | Hetepa                                                       |
| M-112                                                        | Los Barrios-Algeciras Por Puente Romano                      | Hetepa                                                       |
| M-121                                                        | Los Barrios-La Línea                                         | Comes                                                        |
| Con parada en otros núcleos de población del municipio       |                                                              |                                                              |
| M-120                                                        | Algeciras-La Línea                                           | Comes                                                        |
| M-130                                                        | San Roque-Algeciras                                          | Esteban                                                      |
| M-170                                                        | San Pablo-Jimena-Castellar-Algeciras                         | Comes                                                        |

Autobuses urbanos
Una línea de autobuses urbanos, explotada por la CTM-Grupo Ruíz (CTM), comunica Los Barrios centro con Puente Romano, Palmones, Los Cortijillos y Guadacorte.
Ferrocarril
La estación de Los Barrios es la terminal ferroviaria del municipio. Una línea de media distancia de Renfe (Algeciras - Antequera-Santa Ana) efectúa paradas a diario en esta estación.

## Deportes

### Instalaciones deportivas
Los Barrios cuenta con varios centros deportivos en sus diferentes núcleo urbanos. Los Barrios cuenta con el complejo deportivo villa de Los Barrios. El núcleo de Palmones con una pista polideportiva Cubierta y un gimnasio de musculación. En el núcleo de Los Cortijillos un pabellón cubierto y un campo de fútbol 11. Por último Guadacorte cuenta con un campo de fútbol 7 de césped artificial.
|                        |
| Campo fútbol 7 natural |

|                    |
| Campo de fútbol 11 |

|            |
| San Rafael |

|                              |
| Interior de piscina cubierta |

|                                      |
| Polideportivo las marismas, Palmones |

|                                                 |
| Campo de fútbol 11 y polideportivo, Cortijillos |

|                                           |
| Campo de fútbol 11 artificial, Guadacorte |

|                 |
| Pistas de tenis |

### Fútbol
La Unión Deportiva Los Barrios se fundó en el año 1993, al unirse dos equipos del pueblo, como eran el Atlético Los Barrios y la Juventud.
En el año 1997, la U. D. Los Barrios ascendió de categoría, consiguiendo su primer ascenso a la tercera división del fútbol español, desde entonces milita en esta categoría nacional.
En la temporada 04-05 consiguió su mayor éxito, acabando la liga regular en 2ª posición, lo que le dio la posibilidad de jugar la fase de ascenso a segunda división B. Fue eliminado por el Cerro Reyes de Badajoz, tras un grave error del árbitro en el último minuto de partido.
La temporada 08-09, volvió a jugar la fase de ascenso a segunda división B, e intentó ascender de categoría para seguir haciendo historia, pero volvió a caer derrotado.

### Baloncesto
Club de Baloncesto Villa de Los Barrios: El Baloncesto en Los Barrios, fue uno de los deporte que tuvo más glorias,Empezando en 1996 en Segunda Nacional hasta llegar a LEB Oro en 2006 y en 2008-2009 pudiendo llegar a Liga ACB pero perdieron en la final contra Fuenlabrada

## Gastronomía
- Refrito
- Sopa barreña
- Chicharrones (chicharrón barreño)[13]